# Réactif de Nysted
Le réactif de Nysted est un composé chimique de formule C4H8O(BrZnCH2)2Zr. Il s'agit d'un réactif utilisé en synthèse organique pour la méthylénation des groupes carbonyle que la réaction de Wittig ne permet pas de traiter, par exemple en raison d'effets stériques ou de leur tendance à l'énolisation. Découvert par Leonard N. Nysted, d'où son nom, il est peut être utilisé dans ce type de réactions à l'instar du réactif de Tebbe (η5-C5H5)2Ti(µ-CH2)(µ-Cl)Al(CH3)2 ou du dichlorure de zirconocène (η5-C5H5)2ZrCl2. Il peut être obtenu en faisant réagir du dibromométhane CH2Br2 avec du zinc activé dans du tétrahydrofurane (THF)
Au cours d'une alcénation de Nysted, le réactif de Nysted réagit avec le tétrachlorure de titane TiCl4 pour méthyléner un groupe carbonyle. La principale difficulté avec ces réactifs est que leur réactivité n'est pas bien documentée. On pense que le TiCl4 agit comme médiateur dans la réaction. Le réactif de Nysted peut méthyléner différents groupes carbonyle en présence de différents médiateurs. Ainsi, en présence de diéthyléthérate de trifluorure de bore BF3·OEt2, le réactif tend à méthyléner les aldéhydes. En revanche, en présence de TiCl4, TiCl3 ou de TiCl2 et de BF3·OEt2, le réactif peut méthyléner les cétones. Ceci est l'usage principal de ce réactif, en raison de la difficulté générale à méthyléner les cétones ayant un fort encombrement stérique autour du carbonyle. 
Le réactif de Nysted est cependant peu étudié en raison de sa grande dangerosité et de sa grande réactivité, qui expliquent la difficulté à le stabiliser pendant son utilisation : il est en particulier susceptible de former des peroxydes explosifs avec l'air et est très inflammable. Il réagit également très violemment avec l'eau. Tout ceci le rend de manipulation délicate,,,.